# 長野県道134号馬瀬口小諸線

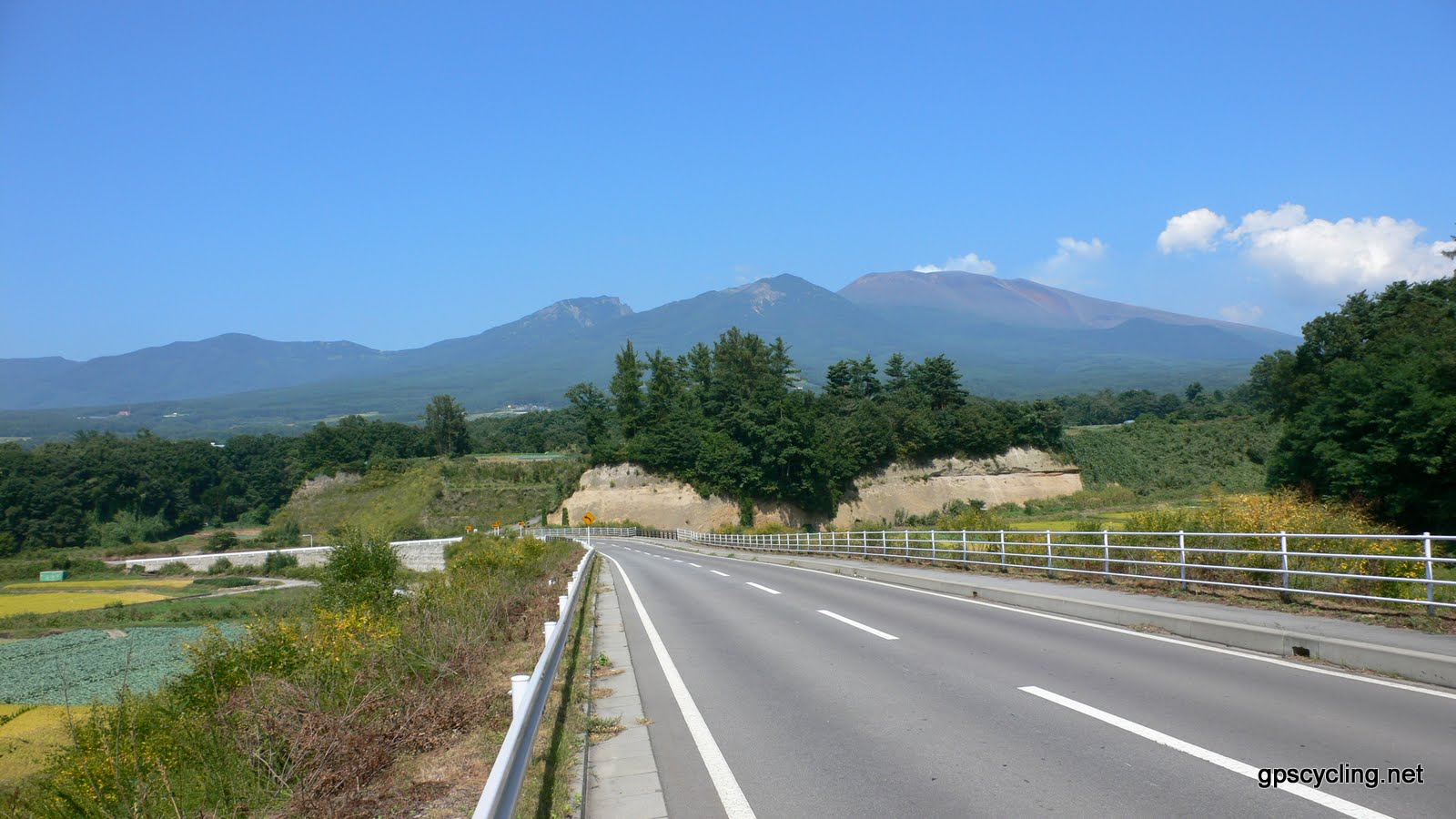
浅間山に臨む（御代田町馬瀬口）

長野県道134号馬瀬口小諸線（ながのけんどう134ごう ませぐちこもろせん）は、長野県北佐久郡御代田町と小諸市を結ぶ一般県道。

## 概要

### 路線データ
- 起点：北佐久郡御代田町馬瀬口（馬瀬口交差点、国道18号・長野県道9号佐久軽井沢線交点）
- 終点：小諸市加増1丁目（長野県道40号諏訪白樺湖小諸線交点）

## 通過する自治体
- 北佐久郡御代田町
- 小諸市

## 交差・接続する道路
- 国道18号・長野県道9号佐久軽井沢線 - 北佐久郡御代田町馬瀬口（馬瀬口交差点）
- 国道18号 - 小諸市加増（加増交差点）
- 長野県道40号諏訪白樺湖小諸線 - 小諸市加増1丁目（終点）